# Silloth
Silloth (czasem także: Silloth-on-Solway) – miasto portowe oraz civil parish w dystrykcie Allerdale, w Kumbrii, w Anglii. Leży 29 km na zachód od miasta Carlisle i 432 km na północny zachód od Londynu. W 2011 roku civil parish liczyła 2906 mieszkańców.